# Buquoyský palác
Buquoyský palác (dříve nazývaný také Valdštejnský či Hrzánský) je palácový komplex, který se nachází v Praze na Malé Straně, na Velkopřevorském náměstí čp. 486/2 v městské části Praha 1. Od roku 1919 zde sídlí francouzské velvyslanectví. Je chráněn jako kulturní památka.

## Historie
Na místě dnešního paláce stála původně škola, ze které se stal později alumnát Řádu maltézských rytířů. Kromě školy zde stály také domy kožešníka a tesaře. Postupnou přestavbou starších objektů zahájil roku 1667 pražský arcibiskup Jan Bedřich z Valdštejna (1642–1694) společně se svým nevlastním bratrem Karlem Ferdinandem (1634–1702). Karlova dcera Marie Josefa, provd. Thunová (1688–1735) pak palác po propojení několika pozemků roku 1719 rozšířila; po roce 1729 bylo vybudováno hlavní křídlo. Roku 1732 byl palác prodán Marii Anně Fürstenbergové (1707–1756), která jej roku 1735 prodala Marii Anně Hrzánové z Harasova. Do roku 1738 zde pak její zásluhou proběhlo několik významných změn, které zejména rozšířením o trakty obrácené do Nosticovy ulice určily dnešní barokní podobu celého paláce. Stavitelem byl Jan Jiří Achbauer.
Roku 1748 palác koupil František Leopold Buquoy (1703–1767) a stalo se z něj reprezentační pražské sídlo rodu Buquoyů. V roce 1816 byl k objektu připojen dům čp. 484 s renesančním jádrem, tzv. Malý Buquoyský palác. Vnější část budovy si zachovala rysy pozdního baroka, interiéry však byly roku 1860 přestavěny v neobarokním stylu a v roce 1896 bylo přestavěno zadní křídlo Josefem Schulzem.
V roce 1919 se synovec hraběte Karla Buquoyského, Karel Jiří (1885–1952), rozhodl bydlet v nedalekém Malém Buquoyském paláci a velký palác pronajal francouzskému státu, který zde ještě téhož roku zřídil své velvyslanectví. Roku 1930 poté francouzská vláda celý objekt zakoupila.
9. prosince 1988 v palácové jídelně při snídani jednali s tehdejším francouzským prezidentem Françoisem Mitterrandem čeští disidenti v čele s pozdějším českým prezidentem Václavem Havlem.

## Popis
Palácový areál o několika křídlech a třech vnitřních dvorech se nachází mezi Velkopřevorským náměstím a jihovýchodní částí Maltézského náměstí, které zde u Nostické ulice přechází do bezejmenné uličky. Hlavní průčelí paláce, před nímž stojí řada kamenných sloupků, je názorným příkladem barokní architektury, pracující s optickou iluzí. Výška průčelí totiž odpovídá pouze z poloviny výšce za ním stojícího paláce, zbytek je kulisou dodávající stavbě iluzi monumentality.
Jižní fasáda obrácená k Nosticově ulici má dvojici výrazných risalitů. Je zjednodušenou podobou průčelní fasády, ačkoliv zřejmě vznikla ve stejném období.
Na východní straně paláce je rozlehlá uzavřená zahrada sahající až k Čertovce.

## Okolní stavby
- Francouzské velvyslanectví v Praze
- Malý Buquoyský palác
- Velkopřevorský palác
- Palác Metychů z Čečova
- Štěpánský (Velkopřevorský) mlýn
- Lennonova zeď

## Fotografie

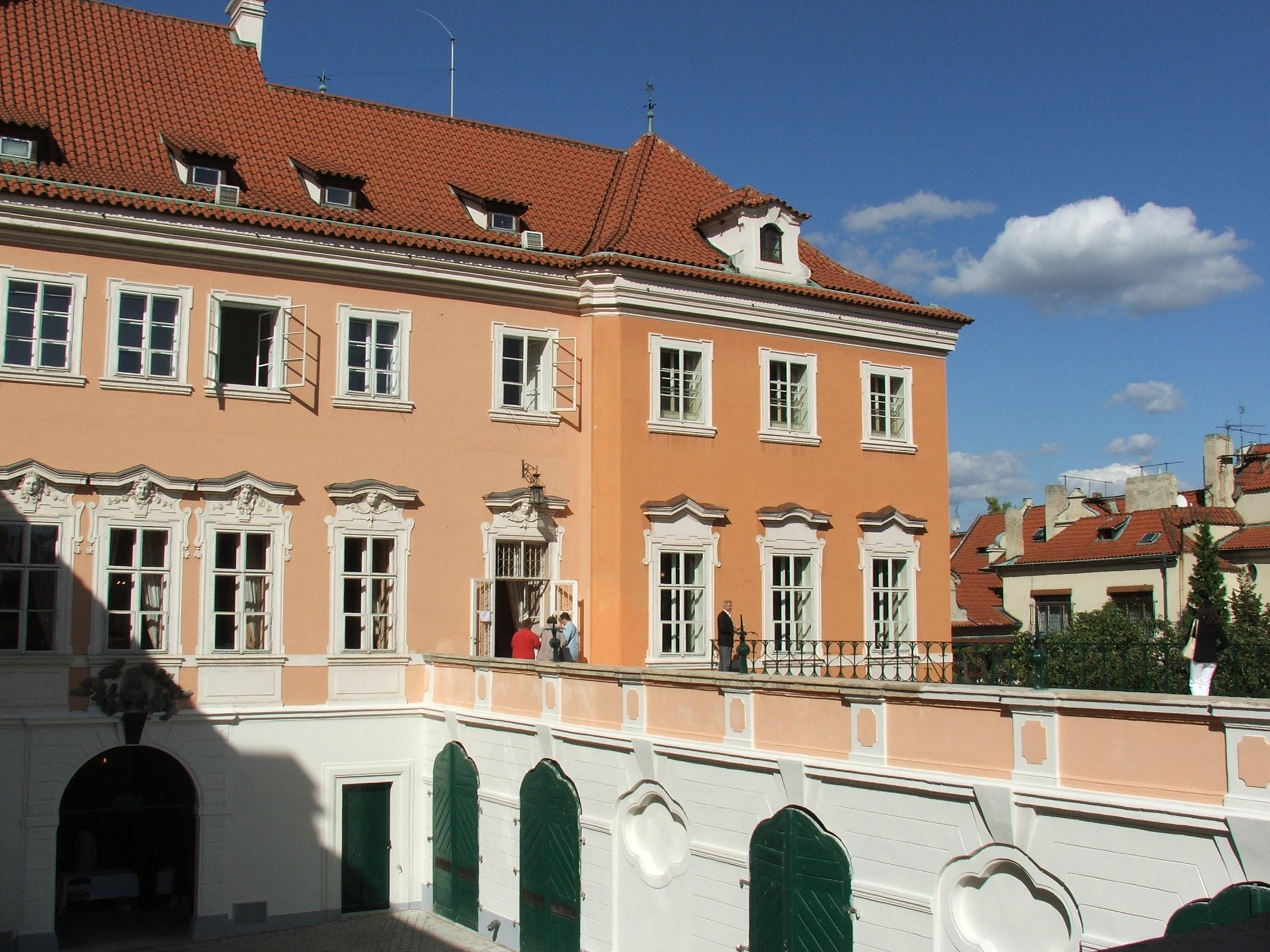
Pohled na most
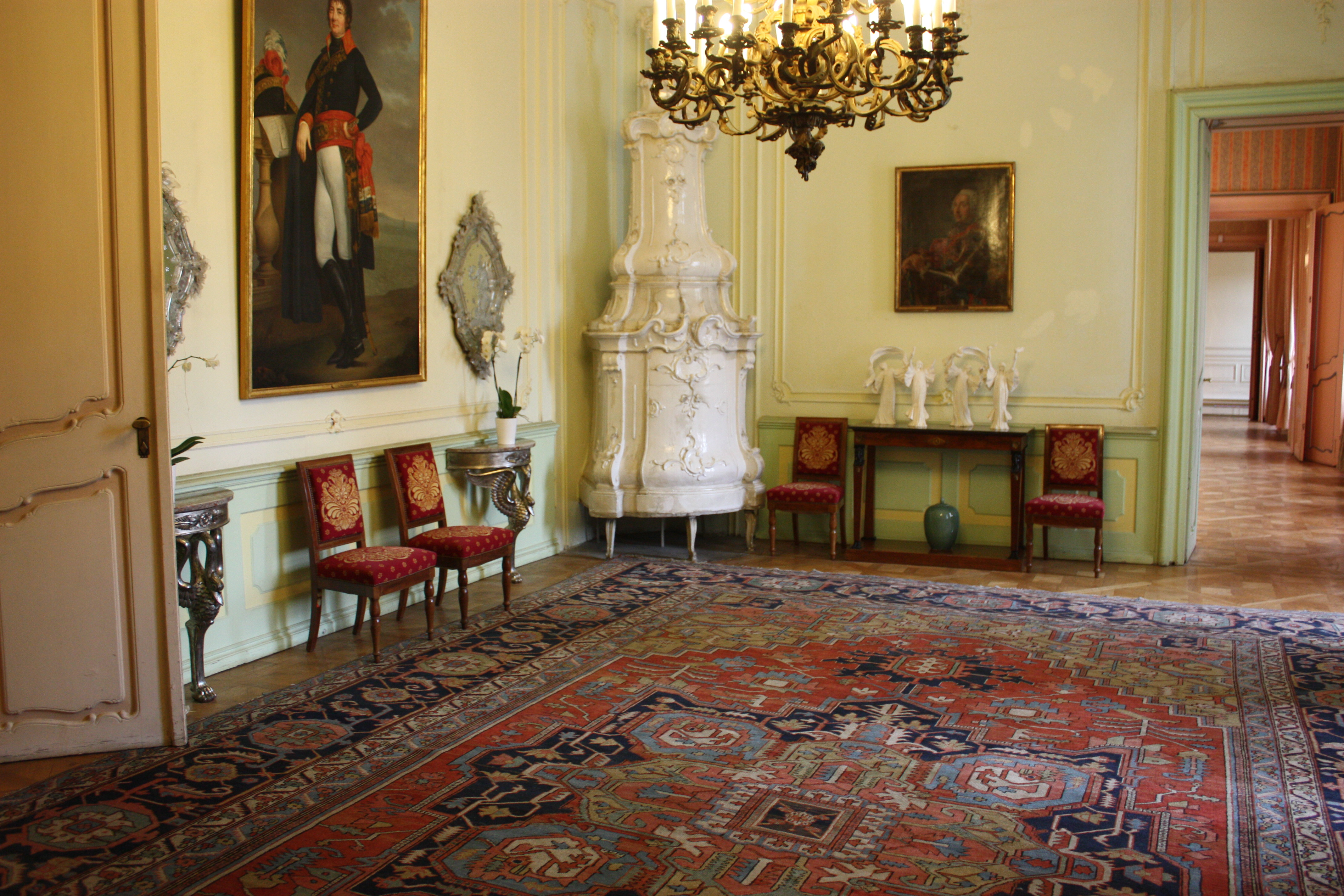
Interiér paláce
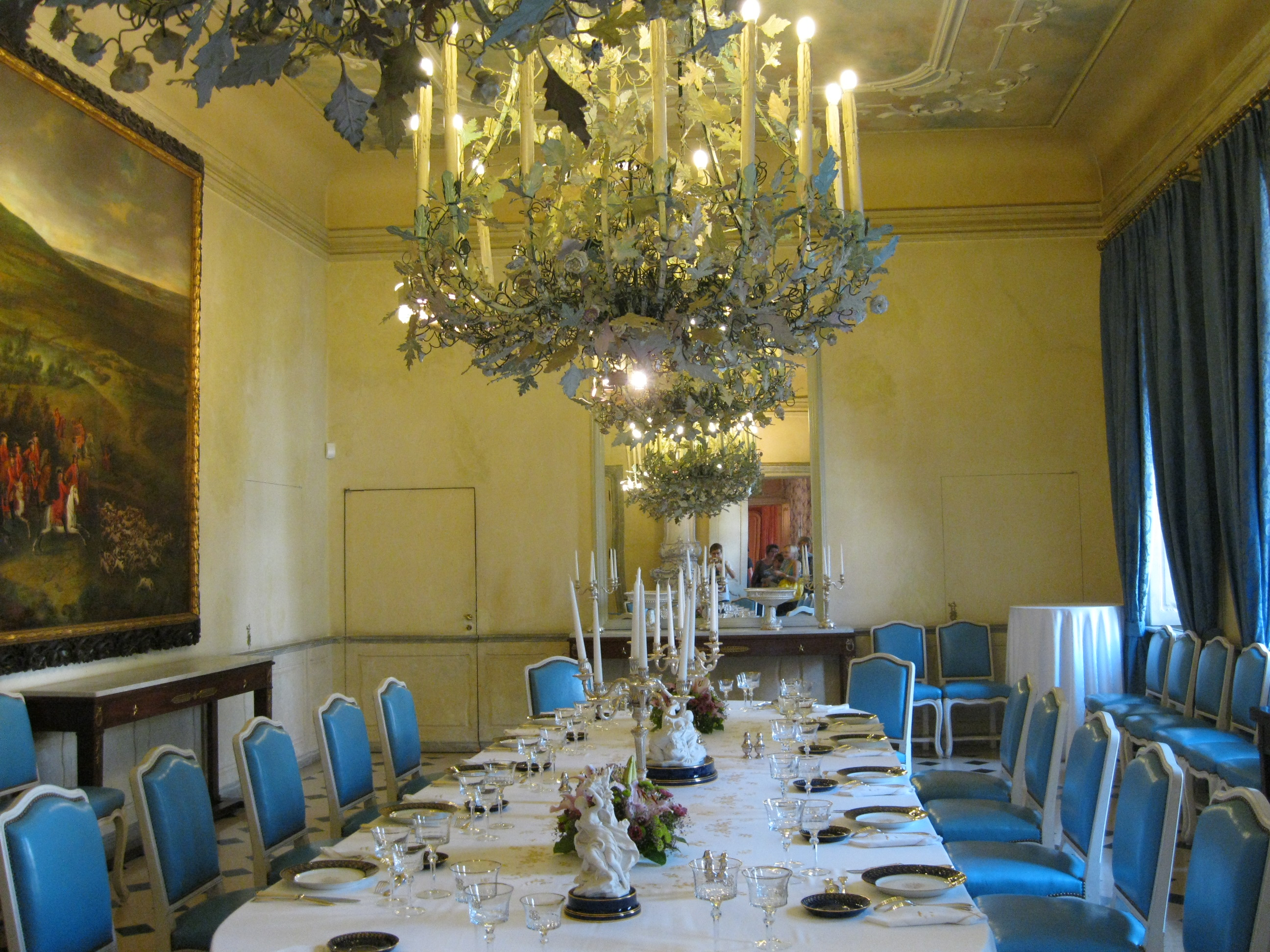
Neobarokní interiér jídelny Buquoyského paláce, ve kterém se sešel roku 1988 Václav Havel s tehdejším francouzským prezidentem Françoisem Mitterrandem